# Kościół św. Stanisława Biskupa i Męczennika w Krzywnicy
Kościół św. Stanisława Biskupa i Męczennika w Krzywnicy – katolicki kościół filialny zlokalizowany we wsi Krzywnica w gminie Stara Dąbrowa, w powiecie stargardzkim (województwo zachodniopomorskie). Należy do parafii św. Józefa w Starej Dąbrowie.

## Historia i architektura
Murowany z nieobronionych kamieni i cegły kościół jest orientowaną budowlą salową, bezwieżową. Został zbudowany pod koniec XVI wieku. Kryty jest dachem dwuspadowym. W XIX wieku przeszedł przebudowę, w trakcie której przemurowane zostały otwory okienne i portale. Prezbiterium zamyka prosta ściana z dwoma oknami zamkniętymi łukiem. W środku, nad wejściem, znajduje się empora chórowa. Z dawnego wyposażenia zachowała się ambona, XVIII-wieczna chrzcielnica i kielich mszalny z 1574 roku. Obok kościoła znajduje się wolnostojąca metalowa dzwonnica z dzwonem, postawiona w 1923 roku.
Po II wojnie światowej kościół został konsekrowany jako świątynia katolicka w 1947 roku.